# Leptobrachium kantonishikawai
Leptobrachium kantonishikawai es una especie de anfibio anuro de la familia Megophryidae.

## Distribución geográfica
Esta especie es endémica de Sarawak en el este de Malasia.

## Etimología
Esta especie lleva el nombre en honor a Kanto Nishikawa.

## Publicación original
- Hamidy & Matsui, 2014 : A new species of Leptobrachium from the Kelabut highland, northwestern Borneo (Anura, Megophryidae). Current Herpetology, Kyoto, vol. 33, p. 57–67.[3][4]